# 교현동
교현동(校峴洞)은 충청북도 충주시에 있는 법정동이다. 법정동 교현동은 행정동 교현안림동과 교현2동로 나뉘어 관할한다. 충주성심학교가 있으며 영화 《글러브》의 촬영지로 유명하다.

## 연혁
- 1962년, 행정구역 통·폐합시 교동, 야현, 대가미등 3개 자연동을 통합하여 교동(校洞)과 야현(冶峴)의 동명을 따서 교현동으로 개편함.
- 1985년, 충주시 조례 제971호에 의해 교현1,2동으로 분동됨

## 주요 기관

### 법조기관
- 청주지방법원 충주지원

### 의료기관
- 건국대학교병원 충주

### 공공기관
- 충주경찰서

### 교육기관
- 초등학교
  - 교현초등학교
  - 성남초등학교
  - 예성초등학교
- 중학교
  - 충주여자중학교
  - 충주중앙중학교
  - 충주북여자중학교
- 고등학교
  - 한림디자인고등학교
- 도서관
  - 충주시립도서관

### 체육기관
- 충주공설운동장
- 충주실내체육관